# 1 E8 m
Za lažjo primerjavo različnih redov velikosti je na tej strani nekaj dolžin od 108 metrov (100.000 km) naprej.
- razdalje, krajše od 108 m

- 111.191 km -- 20.000 (navtičnih, britanskih) leagues (glej Jules Verne)
- 120.000 km -- premer Saturna
- 140.000 km -- premer Jupitra
- 299.792,458 km -- razdalja, ki jo svetloba v vakuumu prepotuje v eni sekundi (glej: hitrost svetlobe)
- 384.000 km -- razdalja Lune od Zemlje

- razdalje, daljše od 109 m